# Stefen Wisniewski
Stefen David Wisniewski (* 22. März 1989 in Pittsburgh, Pennsylvania) ist ein ehemaliger US-amerikanischer American-Football-Spieler auf der Position des Guards bzw. Centers. Er stand bei den Oakland Raiders, den Jacksonville Jaguars, den Philadelphia Eagles, den Pittsburgh Steelers sowie den Kansas City Chiefs in der National Football League (NFL) unter Vertrag und konnte zweimal den Super Bowl gewinnen.

## College
Wisniewski, aus einer Football-Dynastie stammend, sowohl sein Vater Steve als auch sein Onkel Leo waren Defensive Linemen in der NFL, besuchte die Pennsylvania State University (Penn State) und spielte für deren Team, die Penn State Nittany Lions, erfolgreich College Football. Er bestritt für sein Team zwischen 2007 und 2010 insgesamt 46 Spiele, 39 davon als Starter. Für die dabei gezeigten guten Leistungen wurde er wiederholt in diverse Auswahlteams aufgenommen.

## NFL

### Oakland Raiders
Beim NFL Draft 2011 wurde er in der 2. Runde als insgesamt 48. von den Oakland Raiders ausgewählt. Bereits in seiner Rookie-Saison wurde er in allen 16 Partien als Starting-Left-Guard aufgeboten. Für seine konstant starken Leistungen wurde er von der Pro Football Writers Association in das All-Rookie Team 2011 gewählt.
Die folgenden drei Spielzeiten spielte er auf die Position des Centers.

### Jacksonville Jaguars
2015 wechselte er zu den Jacksonville Jaguars und stand bei allen 1058 Spielzügen der Offense als Center auf dem Platz.

### Philadelphia Eagles
Die nächsten drei Saisons bestritt Wisniewski für die Philadelphia Eagles als Guard, mitunter allerdings nur als Ergänzungsspieler. Am Super Bowl LII, der gegen die New England Patriots gewonnen werden konnte, nahm er aber als Starter teil.
Da er in der Vorbereitung und den Spielen der Preseason auf der Position des Centers nicht überzeugen konnte, wurde er knapp vor Beginn der Spielzeit 2019 entlassen.

### Kansas City Chiefs
Nachdem die Kansas City Chiefs nach nur wenigen Partien wegen mehrerer verletzter Spieler ihre Offensive Line umbauen mussten, nahmen sie Anfang Oktober auch den Routinier Wisniewski unter Vertrag. Er erhielt immer mehr Spielzeit und bestritt die letzten beiden Begegnungen der Regular Season sowie die gesamten Play-offs als Starter, so auch den Super Bowl LIV, den die Chiefs gegen die San Francisco 49ers gewinnen konnten.

### Pittsburgh Steelers
Im März 2020 unterschrieb er bei den Pittsburgh Steelers einen Zweijahresvertrag in der Höhe von 2,85 Millionen US-Dollar. Im ersten Spiel der Saison zog er sich eine Verletzung an der Brust zu und fiel von da an aus. Am 7. November 2020 wurde er von den Steelers entlassen.

### Rückkehr zu den Kansas City Chiefs
Aufgrund zahlreicher verletzungs- oder krankheitsbedingter Ausfälle in ihrer Offensive Line verpflichteten ihn die Kansas City Chiefs am 21. November 2020 erneut für ihren Practice Squad. Anfang Dezember wurde er in den aktiven Kader übernommen. Er kam in vier Spielen zum Einsatz und war Starter im Super Bowl LV, den die Chiefs mit 9:31 gegen die Tampa Bay Buccaneers verloren. Am 26. August 2021 gab Wisniewski sein Karriereende bekannt.